# اليد السوداء (فلم 1906)
اليد السوداء (بالإنجليزية: The Black Hand) والاسم الكامل له اليد السوداء: قصة حقيقية لحادثة حديثة في الحي الإيطالي في نيويورك (بالإنجليزية: The Black Hand: True Story of a Recent Occurrence in the Italian Quarter of New York) هو فيلم أمريكي صامت من إخراج والاس ماكوتشيون. يعتبر الفيلم أقدم فيلم عصابات على مر التاريخ.

## القصة
في مدينة نيويورك تقوم عصابة إيطالية أمريكية باختطاف ابنة جزار إيطالي، مطالبة بفدية قدرها ألف دولار. يرفض الجزار أن يدفع ويكلم الشرطة ويتم كسر رمز أوميرتا. يتم القبض على البلطجية ويتم إنقاذ الطفلة.

## الممثلون
- أنتوني أوسوليفان
- روبرت فينولا

## روابط خارجية
- اليد السوداء على موقع IMDb (الإنجليزية)
- اليد السوداء على موقع قاعدة بيانات الفيلم (الإنجليزية)
- اليد السوداء على موقع ليتربوكسد (الإنجليزية)
- اليد السوداء على موقع كينوبويسك (الروسية)